# La Muntanya Gran
La Muntanya Gran és una muntanya de 260 metres que es troba al municipi de Darnius, a la comarca catalana de l'Alt Empordà.